# Gunnar Bergfeldt
Olof Gunnar Bergfeldt, född 16 augusti 1906 i Stöde församling, Västernorrlands län, död 28 juni 2006 i Jönköpings Sofia församling, Jönköpings län, var en svensk pomolog. Han arbetade särskilt med att bevara traditionella fruktsorter, och tog tillsammans med Anton Nilsson, Gösta Engstedt, Ernst Lomenius och Sigrid Johansson initiativ till klonarkivet på Brunstorps gård i Huskvarna.
Gunnar Bergfeldt är begravd på Slottskyrkogården i Jönköping.